# Comuna Comarova, Chelmenți
Comarova (în ucraineană Комарів, transliterat: Komariv) este o comună în raionul Chelmenți, regiunea Cernăuți, Ucraina, formată din satele Comarova (reședința) și Maiorca.

## Demografie
Componența lingvistică a comunei Comarova
     Ucraineană (98,73%)
     Alte limbi (1,21%)
Conform recensământului din 2001, majoritatea populației comunei Comarova era vorbitoare de ucraineană (98,73%), existând în minoritate și vorbitori de alte limbi.